# Daphnella evergestis
Daphnella evergestis é uma espécie de gastrópode da família Raphitomidae, com distribuição restrita ao Golfo de Omã.